# Gropehøgda
Gropehøgda är en kulle i Antarktis. Den ligger i Östantarktis. Norge gör anspråk på området. Toppen på Gropehøgda är 1 395 meter över havet.
Terrängen runt Gropehøgda är kuperad. Trakten är obefolkad. Det finns inga samhällen i närheten. 